# Локо (футболіст)
Локо (порт. Locó, нар. 25 грудня 1984, Луанда) — ангольський футболіст, захисник клубу «Сантуш» (Луанда).
Виступав, зокрема, за клуби «Примейру де Агошту» та «Петру Атлетіку», а також національну збірну Анголи.

## Клубна кар'єра
Народився в Луанді. У дорослому футболі дебютував 2003 року виступами за місцеву команду «Бенфіка», в якій провів один рік. У 2004 році перейшов до іншого клубу з Луанди, «Петру Атлетіку», однак вже наступного року повернувся до свого першого клубу. У 2006 році став гравцем іншого столичного клубу «Примейру де Агошту», у своєму першому сезоні в цій команді став переможцем чемпіонату та володарем кубку Анголи. Відіграв за команду з Луанди наступні два сезони своєї ігрової кар'єри. 2009 року повернувся до клубу «Петру Атлетіку». Цього разу провів у складі команди два сезони. До складу клубу «Сантуш» (Луанда) приєднався 2012 року, в складі якого виступає й на даний час. 

## Виступи за збірну
У складі національної збірної Анголи дебютував 20 вересня 2003 року в переможному (3:1) товариському матчі проти збірної Намібії. Наразі провів у формі головної команди країни 38 матчів, забивши 2 голи.
У травні 2006 року він був викликаний головним тренером ангольської збірної Луїсом де Олівейрою Гонсалвішем представляти свою країну на чемпіонаті світу з футболу 2006 року, який проходив у Німеччині. У складі збірної Анголи зіграв у всіх її трьох матчах на турнірі, проти Португалії (0:1), Мексики (0:0) та Ірану (1:1), де його партнерами по захисту були Делгаду, Жамба та Калі.
У складі збірної також був учасником Кубка африканських націй 2006 року в Єгипті та Кубку африканських націй 2008 року у Гані.

## Статистика

### Матчі за збірну
| національна збірна Анголи | національна збірна Анголи | національна збірна Анголи |
| Рік                       | Матчі                     | Голи                      |
| ------------------------- | ------------------------- | ------------------------- |
| 2005                      | 4                         | 0                         |
| 2006                      | 14                        | 1                         |
| 2007                      | 9                         | 0                         |
| 2008                      | 8                         | 1                         |
| 2009                      | 3                         | 0                         |
| Загалом                   | 38                        | 2                         |

### Голи за збірну
Результат та голи збірної Анголи знаходиться на першому місці
| №  | Дата           | Місце                                            | Суперник | Рахунок | Результат | Змагання     |
| -- | -------------- | ------------------------------------------------ | -------- | ------- | --------- | ------------ |
| 1. | 3 вересня 2006 | Національний стадіон Сомхоло, Лобамба, Свазіленд | Есватіні | 2–0     | 2–0       | кв. КАН 2008 |
| 2. | 7 вересня 2008 | Стад де л'Амітьє, Котону, Бенін                  | Бенін    | 3–2     | 3–2       | кв. ЧС 2010  |